# Richard Pain

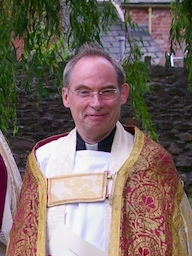
Richard Pain als anglikanischer Priester (2003)

Richard Edward Pain (* 21. September 1956 in London) ist ein ehemaliger anglikanischer Bischof, der zur römisch-katholischen Kirche konvertierte. Er war von 2013 bis 2019 Bischof der Diözese Monmouth in der Church in Wales. Im Juni 2023 wurde seine Aufnahme in die römisch-katholische Kirche bekannt.

## Biographie
Pain studierte Anglistik an der University of Bristol und erhielt 1979 einen Bachelorabschluss. 1981 trat er in das Kolleg St. Michael in Llandaff ein, um anglikanischer Priester zu werden. Theologie studierte er an der Cardiff University. 1984 schloss er das Studium ab und wurde im selben Jahr zum Diakon und im folgenden Jahr zum Priester der Church in Wales ordiniert. Nach verschiedenen Stellen im Gemeindedienst wurde er 2013 zum zehnten Bischof von Monmouth ernannt und geweiht.
2019 trat er aus gesundheitlichen Gründen in den Ruhestand. Nachdem er schon einige Zeit auf die Ausübung bischöflicher Aufgaben verzichtet hatte, wurde am 12. Juni 2023 bekannt, dass er am 2. Juli in die römisch-katholische Kirche aufgenommen und in das Personalordinariat Unserer Lieben Frau von Walsingham eingegliedert würde. Er soll demnächst durch Bischof-Ordinarius David Arthur Waller zum katholischen Priester geweiht werden.
Pain ist verheiratet und hat drei Kinder.